# Султан Даниал-мирза

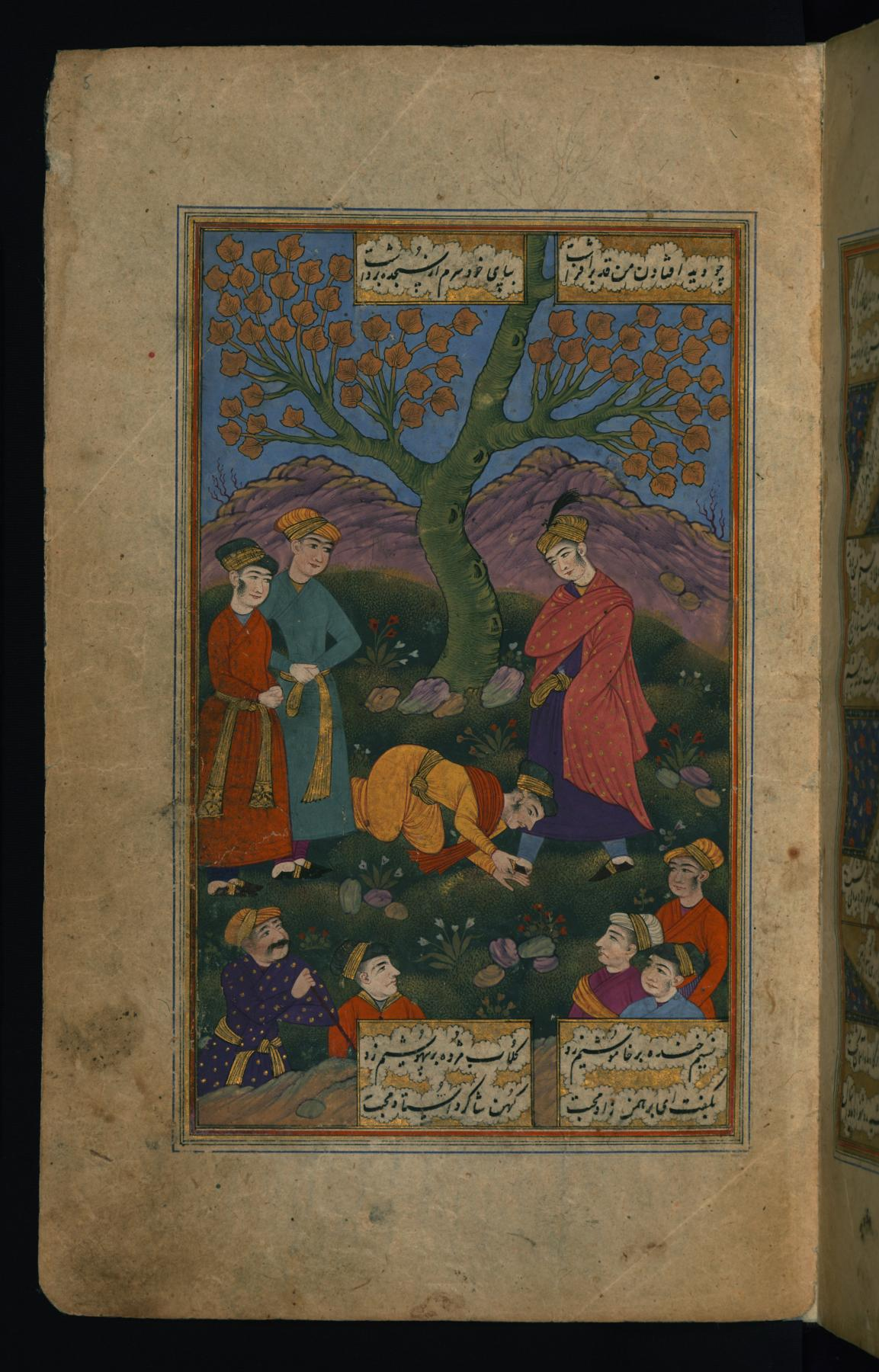
Персидский поэт Нави Хабушани простерся ниц перед принцем Даниалом Мирзой

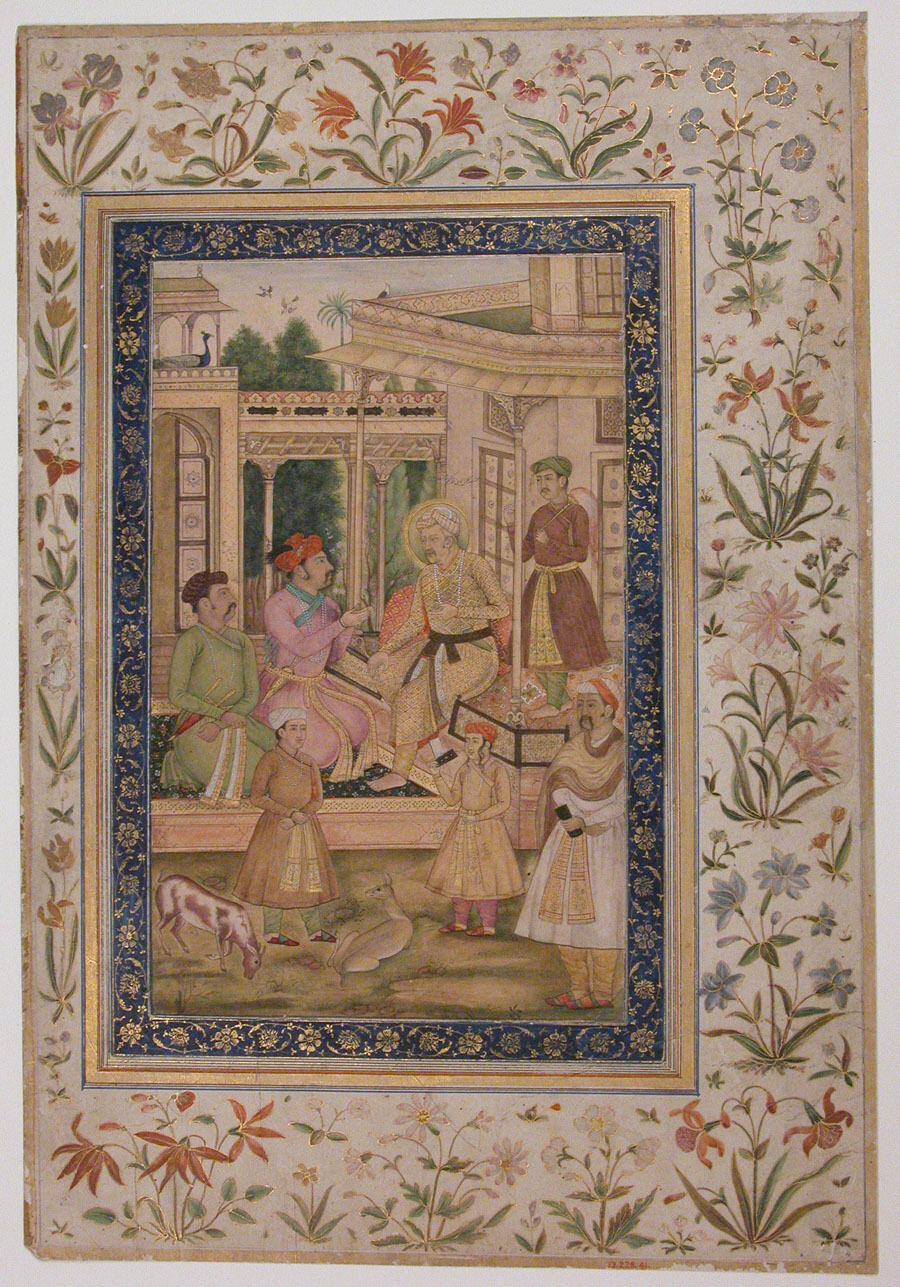
Принцы Джахангир и Даниал навестили своего отца, падишаха Акбара

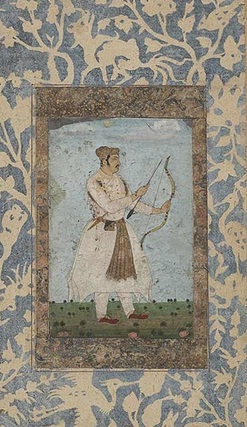
Принц Даниал Мирза во время экспедиции в Декан в 1603 году

Шахзаде Султан Даниал Мирза (11 сентября 1572 — 19 марта 1605) — могольский принц из династии Бабуридов, занимавший пост вице-короля Декана. Третий сын могольского падишаха Акбара Великого и сводный брат могольского падишаха Джахангира. Даниал был любимым сыном Акбара, а также способным военачальником. Как и его отец, он был выдающимся поэтом, писал стихи на хинди и персидском языке. Он скончался от проблем, связанных с алкоголизмом, в возрасте 32 лет, опередив своего отца Акбара на семь месяцев.

## Ранняя жизнь
Младший из трех сыновей Акбара, Даниал Мирза, родился 10 сентября 1572 года от одной из наложниц своего отца. Рождение произошло в доме шейха Даниала в Аджмере, святого человека, благословения которого искал Акбар и в честь которого впоследствии был назван принц. Могольский падишах, отправляясь в поход на Гуджарат, оставил младенца Даниала на попечение супруги раджи Бхармаля из Амбера.
Когда позднее Акбар создал систему мансабдар, он наградил каждого из своих сыновей высокими званиями. Даниалу, когда ему было пять лет, было присвоено звание из 6000, а его старшим братьям Селиму и Мураду были даны более высокие звания из-за их возраста. Они предоставлялись принцам, каждый из которых имел опытного опекуна, огромные ресурсы для создания своих собственных семей, вооруженных сил и придворных фракций. Мансабары увеличивались по мере того, как принцы становились старше, и к 1584 году мансаб Даниила вырос до 7000.

## Карьера
Три принца, склонные к ссорам друг с другом, были разлучены из-за поручений их отца. В таких условиях в 1597 году Даниал Мирза был отправлен наместником в Аллахабад . Принц изначально мало интересовался своими обязанностями. Однако, когда его опекун и тесть Кули-Хан Андижани с отвращением вернулся ко двору, Даниал Мирза стал опасаться гнева падишаха, вызванного этим. Впоследствии он попытался изменить свое поведение и стал более активно участвовать в выполнении своих административных функций.

### Войны в Декане
В ответ на неповиновение, проявленное султаном Ахмаднагара Бурханом Низам-Шахом (1591—1595), могольский император Акбар начал в 1593 году крупное вторжение в Декан. Главнокомандующим 70-й тысячной могольской армии был назначен 22-летний принц Даниал Мирза, его советниками были назначены Абдул ар-Рахим Хан-и-ханан и раджа Раи Сингх из Биканера. Принц Мурад Мирза, брат Даниала, получил приказ готовиться к походу, Шахрух-мирза и Шахбаз-хан были отправлены собирать войска в Малве, был призван даже раджа Ман Сингх I из дальнего губернаторства в Бенгалии, чтобы возглавить атаку с востока. Однако тщательно продуманный план сорвался. Отправив в ноябре принца Даниала во главе армии из Лахора, падишах Акбар был разгневан, узнав, что его сын не торопится и провел больше месяца в Сирхинде. Принц Даниал Мирза был отстранен от поста главнокомандующего, его место занял Абдул ар-Рахим Хан-и-ханан, который рекомендовал падишаху отложить вторжение на более подходящее время года.
Позднее принц Даниал Мирза вновь получил возможность сразиться в Декане. В 1595 году после смерти Бурхана Низам-шаха в султанате Ахмаднагар началась борьба за престолонаследие. Новый малолетний султан Бахадур Низам-шах (1596—1600), был передан под опеку своей тетки, вдовствующей королевы Биджапура Чанд Биби. Могольская армия под командованием Абдул ар-Рахима Хан-и-ханана и шахзаде Мурада Мирзы осадила Ахмеднагар, но взять столицу султаната не смогли, так как на помощь осажденным пришли союзные силы из Биджапура. В 1596 году был заключен мирный договор между Империей Великих Моголов и султанатом Ахмаднагар. Султан Бахадур Низам Шах вынужден был признать себя вассалом могольского падишаха Акбара и уступил ему Берар. Несмотря на достигнутый мир, обе стороны были недовольны его итогами. В том же 1596 году военные действия возобновились. После смерти в 1599 году своего брата Мурада Мирзы Даниал Мирза получил своё прежнее командование в Декане.
Могольский падишах Акбар отдал приказ о новом наступлении в Декане. Принц Даниал Мирза впервые привел свою армию в Бурханпур в январе 1600 года, где султан Хандеша Бахадур-шах (1597—1601) отказался покинуть форт и приветствовать его. Даниал Мирза был взбешен этим оскорблением и стал стягивать к себе большие силы для борьбы против Хандешского султаната. Падишах Акбар, узнав об этом, поспешил к Бурханпуру и приказал своему сыну продолжить поход на Ахмаднагар, а с мятежником решил разобраться самолично.
Услышав о приближении могольской армии, Абханг Хан, один из генералов Бахадура Низам-шаха, попытался остановить вражеское наступление, заняв перевал Джайпур Котли Гат, но принц Даниал Мирза прошел другим путем и осадил столицу султаната. Обороной Ахмаднагра руководила Чанд Биби, тетка и регентша султана Бахадур Низам-шаха. Когда могольские войска осадили Ахмаднагар, Чанд Биби поняла, что столичный гарнизон не сможет предотвратить взятие города, особенно когда рядом находился сам император Великих Моголов. Осада продолжалась в течение нескольких месяцев. В конце концов Чанд Биби решила сдаться при условии сохранения жизни защитникам столицы, а также того, что ей и молодому султану будет разрешено безопасно выйти из Ахмаднагара в Джуннар. Не согласившись с ней, один из её советников, Хамид Хан объявил жителям, что Чанд Биби находится в сговоре с моголами. Разъяренная толпа горожан ворвалась в апартаменты Чанд Биби и убила её. Последовавшая за этим неразбериха в гарнизоне сделал невозможной организованную оборону столицы. 18 августа 1600 года могольские войска взяли штурмом Ахмаднагар. Бахадур Низам-шах был отстранен от трона и заключен в тюрьму в Гвалиоре.
7 марта 1601 года принц Даниал Мирза прибыл в лагерь своего отца и был принят с почетом в связи с успешным взятием Ахмаднагара. Хандеш, который в 1601 году был включен в состав Империи Великих Моголов, был переименован в Дандеш в честь принц Даниала Мирзы и пожалован ему. Из провинций Хандеш, Берар и части Ахмаднагарского султаната, завоеванного моголами, падишах Акбар создал наместничество Декан, которое было пожаловано принцу Даниалу. Город Бурханпур стал столицей наместничества Декан.

### Борьба с Маликом Амбаром и Раджу Деккани
Оставшаяся непокоренной часть Ахмаднагарского султаната сплотилась вокруг двух крупных аристократов, регента Малик Амбара и бывшего министра Раджу Деккани. Ожесточенное соперничество между ними помешало Великим Моголам сосредоточить свои ресурсы для борьбы с одним из них, не дав другому возможности восстановить свои позиции. Поэтому принц Даниал Мирза решил разделить могольскую армию в Декане на две части. Абу-ль-Фадль Аллами, базирующийся в Ахмаднагаре, должен был возглавить военные действия против Раджу, а Абдул ар-Рахим Хан-и-ханан, стоявший в Бераре и Телингане, должен был действовать против Малика Амбара.
Когда Малик Амбар в 1602 году напал на Телингану, Абдул ар-Рахим Хан-и-ханан отправил против него своего сына Мирзы Ираджа. В ожесточенной битве Малик Амбар потерпел поражение и был отброшен с большими потерями. Побежденный и раненый Малик Амбар едва не попал в плен. Вскоре Малик Амбар добился перемирия с Моголами, добившись установления границ между их территориями.
Раджу Деккани отказался вступать в открытое сражение с превосходящими силами могольской армии, вместо этого он грабил районы, подконтрольные Великим Моголам, и преследовал армию принца Даниаля своей легкой конницей. Когда принц призвал Абдул ар-Рахима Хан-и-ханана прислать подкрепление, Раджу вынужден был отступить. Однако его набеги деморализовали могольские войско, вынудив Даниала Мирзы также прийти к мирному соглашению с ним. Спорные районы, на которые претендовали Раджу Деккани и Великие Моголы, были разделены между первым и моголами. Несмотря на последующее поражение от объединенных сил Малика Амбара и Великих Моголов, Раджу Деккани продолжал совершать набеги на могольские войска принца Даниала.

## Смерть и судьба сыновей
Султан Даниал Мирза, страдавший тяжелым алкоголизмом, скончался от белой горячки 11 марта 1605 года в возрасте 32 лет. Раньше его отец Акбар пытался обуздать его зависимость, ограничив доступ к алкоголю. Однако слуги принца продолжали тайно доставлять ему алкоголь, спрятанный в стволах ружей. Впоследствии они были арестованы Абдул ар-Рахимом Хан-и-хананом, который приказал их забить камнями до смерти. Падишах Акбар был опечален, но не удивлен смертью своего сына, получая из Декана донесения, подготовившие его к этому известию. Сам Акбар скончался в октябре того же 1605 года.
У Даниала Мирзы осталось три сына и четыре дочери. Когда его племянник, Шах-Джахан, 30 декабря 1627 года захватил императорский престол, он приказал арестовать и казнить двух сыновей Даниала, Тахмураса и Хушанга (23 января 1628 года). Они были казнены вместе с Шахрияр Мирзой (племянником Даниала), который был фаворитом императрицы Нур-Джахан, и падишахом-марионеткой Даваром Бахшем, которого великий визирь Асаф-Хан возвел на императорский престол, пока не прибыл в столицу Шах-Джахан.

## Семья

### Его мать
Имя матери Даниала не указано в биографии Акбара (Акбар-наме). Согласно автобиографии Джахангира (Джахангир-наме), матерью принца Даниала, как и его сводного брата Мурада Мирза, была одна из императорских наложниц. Таварихи-Селим, непроверенная предполагаемая автобиография Джахангира, называет матерью Даниала «Биби Мариам».
Востоковед Генри Беверидж считал, учитывая, что Даниал воспитывался с женой раджи Бхармаля, что принц был связан с ней через свою мать. Однако его мать нельзя отождествлять с императрицей Мариам уз-Замани, дочерью Бхармаля и матерью Джахангира. Это связано с тем, что мать Даниала была мертвой в 1596 году, в то время как Мариам уз-Замани еще долго жила в правлением своего сына. Были предположения, что матерью Даниала была Биби Даулат Шад, одна из наложниц Акбара. От связи с Даулат Шад у Акбара были две дочери: Шакр-ун-Нисса Бегум и Арам Бану Бегум.

### Браки
- Дочь султана Хваджи Абдул-Азима Накшбанди. Свадьба состоялась 10 июня 1588 года. Она была матерью дочери, родившейся 26 мая 1590 года, и другой дочери, Саадат Бану Бегум[23], родившейся 24 марта 1592 года[24].

- Дочь Кули-Хана Андижани, субадара Кабула, Пенджаба, Гуджарата и Афганистана. Свадьба состоялась 27 октября 1593 года. Она была матерью сына, родившегося 27 июля 1597 года и умершего в младенчестве, и дочери Булахи Бегум, умершей 12 сентября 1599 года.

- Джахан Бегум, дочь Абдуррахим-Ханаи-Ханана. Свадьба состоялась примерно в 1594 году. Она стала матерью сына, родившегося 15 февраля 1602 года и вскоре умершего.

- Дочь Раи Мала, сына Раи Малдео, правителя Джодхпура. Свадьба состоялась накануне 12 октября 1595 года.

- Дочь раджи Далпата Удджайния. Она стала матерью принца Хушанга Мирзы, родившегося в 1604 году, и принцессы Махи Бегум.

- Мать принца Тахмураса Мирзы, родившего около 1603 года, принца Байсункара Мирзы, родившегося в 1604 году[25], и принцессы Бурхани Бегум[23].

- Султан Бегум, дочь Ибрагима Адиль-шаха, султана Биджапура[26]. Свадьба состоялась 30 июня 1604 года.

Старший сын Даниала Мирзы, Тахмурас Мирза (ок. 1603—1628), был женат на Бахар Бану Бегум (1590—1653), дочери падишаха Джахангира, а его второй сын, Хошанг Мирза (1604—1628), был женат на Хошманд Бану Бегум, дочери Хусрау-Мирзы, старшего сына могольского императора Джахангира.